# Chancelaria Federal (Alemanha)
A Chancelaria Federal (em alemão: Bundeskanzleramt, pronunciado [bʊndəsˈkant͡slɐˌʔamt] (escutarⓘ)) é uma agência federal alemã que serve ao escritório executivo do chanceler da Alemanha, chefe do governo federal, atualmente Olaf Scholz. A principal função da Chancelaria é auxiliar o chanceler na coordenação das atividades do governo federal. O chefe da Chancelaria (Chef des Bundeskanzleramtes) ocupa o cargo de Secretário de Estado (Staatssekretär) ou Ministro Federal (Bundesminister), atualmente ocupado por Wolfgang Schmidt. A sede da Chancelaria Alemã fica no edifício da Chancelaria Federal em Berlim, que é a maior sede governamental do mundo.

## História

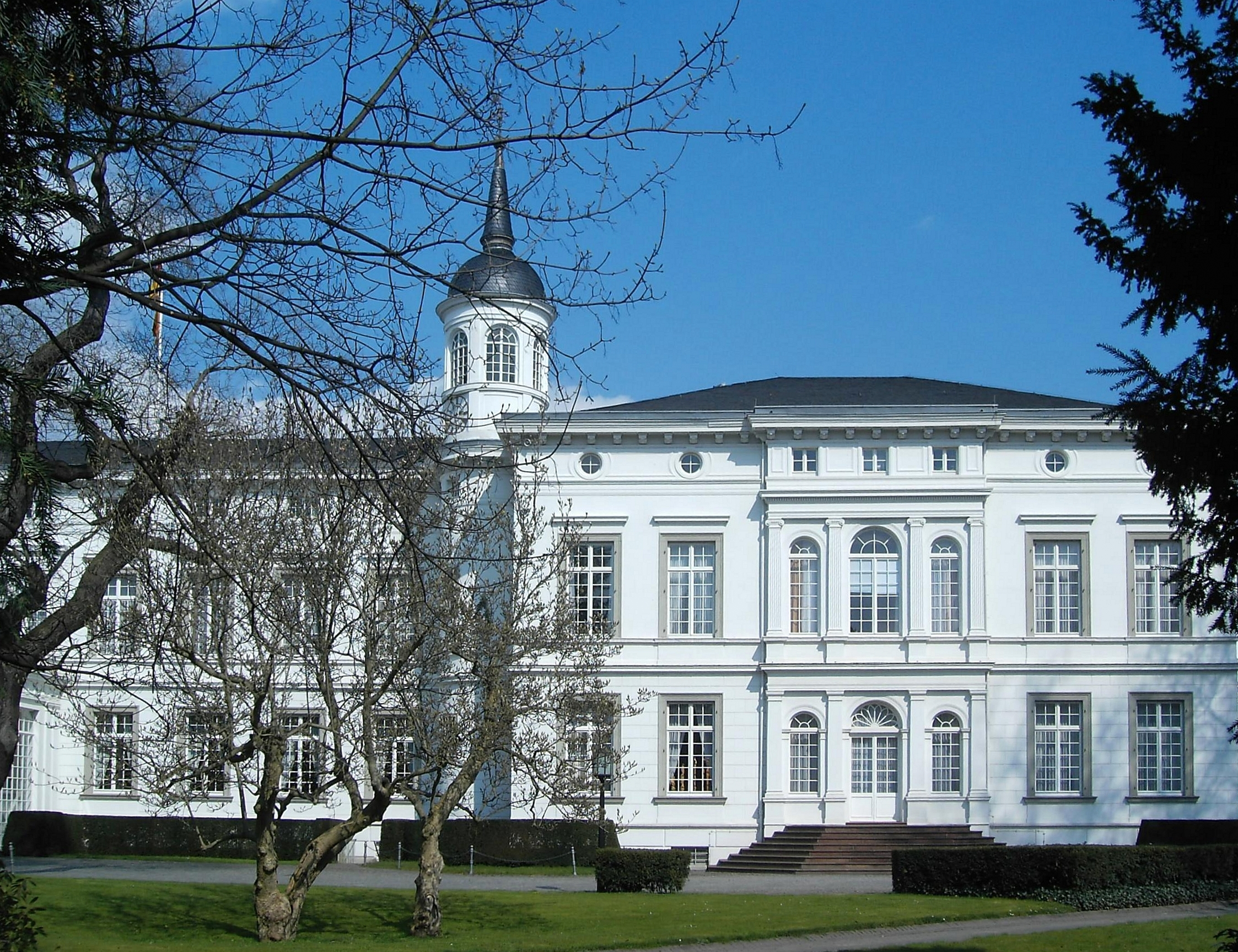
Palais Schaumburg, o edifício da Chancelaria em Bonn

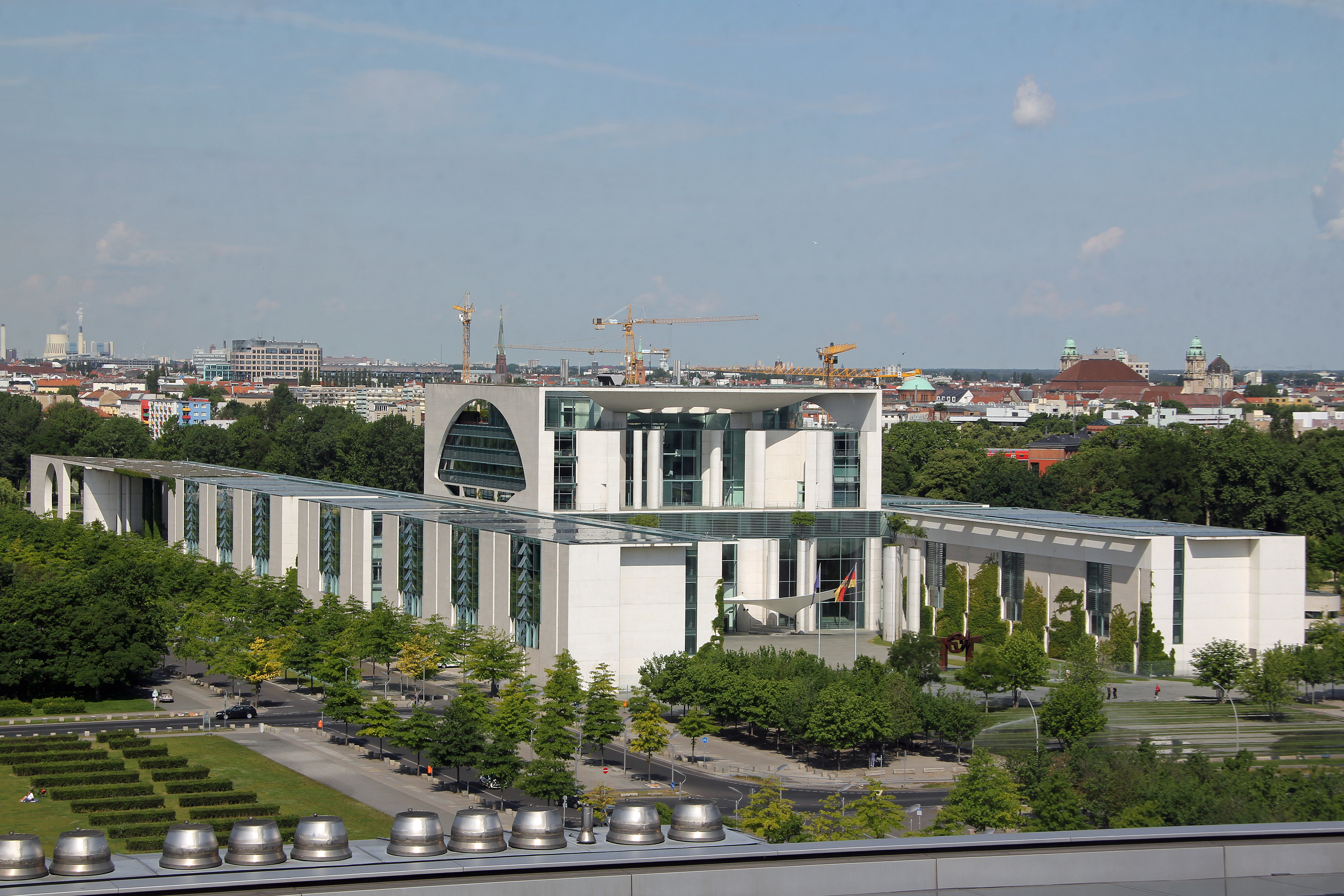
Chancelaria em Berlim, vista do Reichstag

Quando a Confederação da Alemanha do Norte foi criada em 1867, a constituição mencionava apenas o Bundeskanzler como o responsável pelo poder executivo. Não havia um governo colegiado com ministros. O Chanceler Federal Otto von Bismarck inicialmente criou um Bundeskanzleramt como seu escritório. Foi o único "ministério" do país até que, no início de 1870, o escritório de assuntos estrangeiros da Prússia se tornou o escritório de assuntos estrangeiros da Confederação do Norte da Alemanha. Naquela ocasião, o Bundeskanzleramt perdeu algumas funções para o escritório de assuntos estrangeiros.

### Reichskanzleramt
Quando a Confederação Alemã do Norte se tornou o Império Alemão em 1871, o Bundeskanzleramt foi renomeado para Reichskanzleramt. Inicialmente, tinha sua sede no Palácio Radziwiłł (também conhecido como Reichskanzlerpalais), originalmente construído pelo Príncipe Antoni Radziwiłł na Wilhelmstraße 77 em Berlim. Cada vez mais escritórios imperiais foram separados do Reichskanzleramt, como o Reichsjustizamt (Escritório de Justiça Nacional) em 1877. O que restou do Reichskanzleramt tornou-se em 1879 o Reichsamt des Innern (o ministério do interior).

### Reichskanzlei

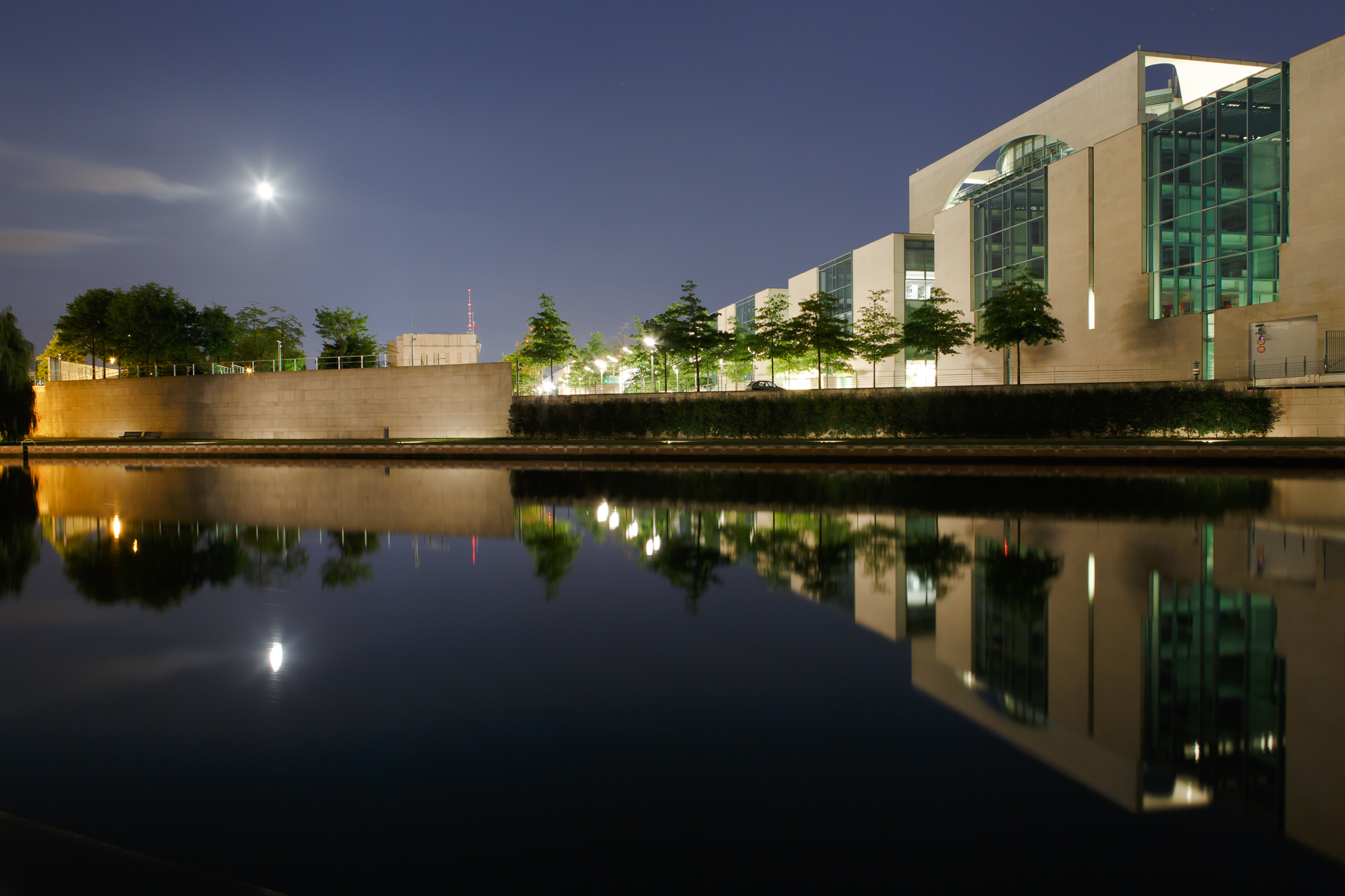
Visão noturna do Bundeskanzleramt

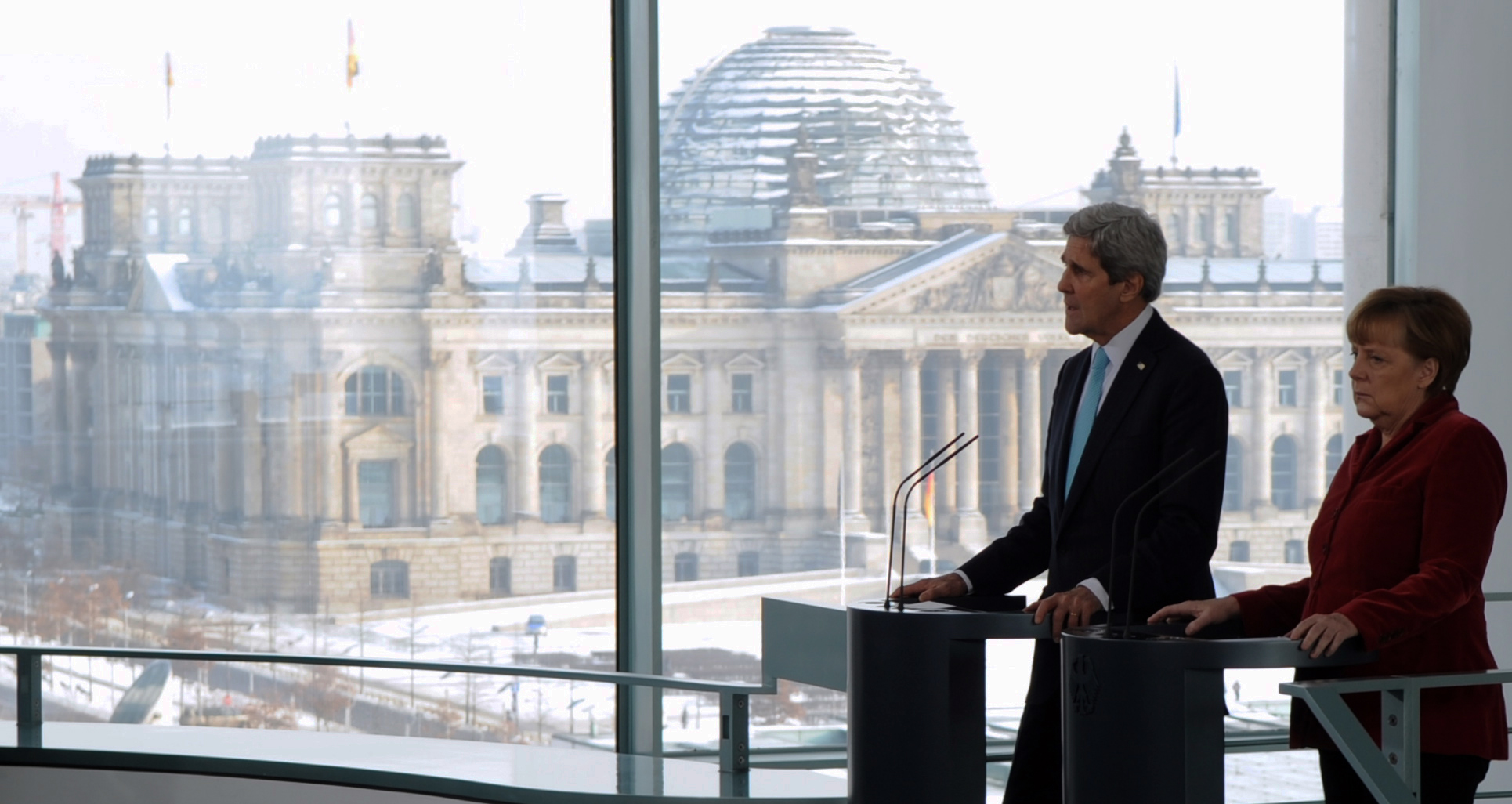
Conferência de imprensa com a Chanceler Federal Angela Merkel e vista sobre o Edifício do Reichstag

Em 1878, o Chanceler Imperial Bismarck criou um novo escritório para os assuntos do chanceler, a Reichskanzlei. Ela manteve esse nome ao longo dos anos, também na república desde 1919. Em 1938-39, foi construído o edifício Neue Reichskanzlei (Nova Chancelaria Imperial), projetado por Albert Speer; sua entrada principal ficava na Voßstraße 6, e o edifício ocupava todo o lado norte da rua. Foi danificado durante a Segunda Guerra Mundial e posteriormente demolido pelas forças de ocupação soviéticas.

### Bundeskanzleramt
Em 1949, foi criada a República Federal da Alemanha. Bonn foi escolhida como capital provisória. O Chanceler Federal Konrad Adenauer usou o Museu Koenig durante os primeiros dois meses e depois transferiu o Bundeskanzleramt para o Palais Schaumburg até que um novo edifício da Chancelaria fosse concluído em 1976. O novo edifício da Chancelaria da Alemanha Ocidental era uma estrutura preta, concluída no estilo internacional, em um exemplo simples de modernismo.
Em 1999, a sede da Chancelaria Federal foi transferida de Bonn para Berlim, de acordo com a Lei de Berlim-Bonn, inicialmente para o Staatsratsgebäude, depois em 2001 para o novo edifício no Spreebogen; desde 2001, a sede secundária da Chancelaria Federal tem sido o Palais Schaumburg. Um edifício separado, o Kanzlerbungalow, serviu como residência privada do Chanceler e sua família de 1964 a 1999.

## Sede
Bundeskanzleramt também é o nome do edifício em Berlim que abriga os escritórios pessoais do chanceler e os funcionários da Chancelaria. O Palais Schaumburg em Bonn é a sede secundária oficial da Chancelaria Federal Alemã.
Inaugurado na primavera de 2001, o atual edifício da Chancelaria foi projetado por Charlotte Frank e Axel Schultes e foi construído por um consórcio formado pela subsidiária da Royal BAM Group, Wayss & Freytag, e a espanhola Acciona. Ocupando 12.000 metros quadrados (129.166 pés quadrados), é também o maior edifício de sede governamental do mundo. Em comparação, o novo edifício da Chancelaria é dez vezes maior que a Casa Branca.
Devido à sua arquitetura distintiva, mas controversa, jornalistas, guias turísticos e alguns locais se referem aos edifícios como Kohllosseum (uma mistura de Coliseu e o ex-chanceler Helmut Kohl, sob cuja liderança o edifício foi construído), Bundeswaschmaschine (máquina de lavar federal, devido às janelas arredondadas e à forma cúbica) ou Elefantenklo (banheiro de elefante).
O acesso ao público em geral só é possível em dias específicos durante o ano. Desde 1999, o governo alemão recebe o público em um fim de semana por ano para visitar seus edifícios – geralmente em agosto.

## Chefes da Chancelaria
Os chefes da Chancelaria Alemã (Chef des Bundeskanzleramts, ChefBK) participam das reuniões do Gabinete. Eles também podem atuar como membros do Gabinete se receberem o cargo de Ministro para Assuntos Especiais (Minister für besondere Aufgaben). São frequentemente chamados de "Kanzleramtsminister" (ministro da chancelaria). Caso contrário, possuem o cargo de secretário de estado (comparável a um ministro menor ou vice-ministro em outros países).
O atual chefe da Chancelaria é Wolfgang Schmidt.
Normalmente, um ChefBK é um conselheiro muito próximo do chanceler, sendo o principal contato com os ministros do gabinete. Muitos deles se tornaram ministros do gabinete (com outras pastas), incluindo vários ministros do interior. Frank-Walter Steinmeier, que serviu como ministro da Chancelaria sob Schröder (1999–2005), mais tarde atuou como ministro dos Negócios Estrangeiros (2005–2009 e 2013–2017), candidato a chanceler (2009), líder da oposição (2009-2013) e, por fim, assumiu o cargo amplamente cerimonial de presidente federal (2017–).